# Amanita subjunquillea
Amanita subjunquillea là một loài nấm trong chi Amanita, phân bố ở Đông và Đông Nam Á. Đây là loài nấm độc, có quan hệ với loài cực độc là A. phalloides.